# Sanggalangit
Sanggalangit is een bestuurslaag in het regentschap Buleleng van de provincie Bali, Indonesië. Sanggalangit telt 4496 inwoners (volkstelling 2010).